# Клавирабенд
Клавирабенд (от нем. Klavier — ‘фортепиано’ и Abend — ‘вечер’) — сольный концерт пианиста, то есть исполнение произведений на фортепиано без сопровождения оркестром или какими-либо музыкальными инструментами. 
Считается, что первым ввёл клавирабенд в музыку Ференц Лист в 1839 году, исполняя целые концерты только на фортепиано. Свои сольные концерты он называл «солилоки». По воспоминаниям известного музыкального критика XIX века Владимира Стасова, подобные концерты вызывали изумлённую реакцию музыкального мира: «Необычайно действовал на нас уже и состав его концертов: почти всегда он играл совершенно один, без всякого оркестра и без всяких помощников, собою одним наполняя весь концерт, — это была тогда совершенная новость в Европе».